# Solbach
Solbach é uma comuna francesa na região administrativa de Grande Leste, no departamento Baixo Reno. Estende-se por uma área de 2,79 km². Em 2010 a comuna tinha 102 habitantes (densidade: 36,6 hab./km²).